# Electro-Soma
Albums de B12
Time Tourist (en)
(1996)
Electro-Soma est le premier album studio du duo de musique électronique britannique B12, publié par le label Warp Records le 29 mars 1993. Il s'agit du 4e opus de la série Artificial Intelligence. Certains morceaux de l'album ne sont pas des inédits, puisqu'ayant été publiés sous d'anciens pseudonymes du duo (Musicology, Redcell, et Cmetric).
Le 25 août 2017, la version vinyle est rééditée par Warp.
AllMusic estime que « par rapport à d’autres albums d’artistes également inclus dans la série Artificial Intelligence, Electro-Soma n’a pas vraiment bouleversé le paysage musical de la même façon que Selected Ambient Works 85-92 ou Adventures Beyond the Ultraworld (en), mais il reste un modèle de techno créative qui s'apprécie chez soi ».
Pour Libération, Electro-Soma « évoque l’époque où la techno a commencé à séduire au-delà des dancefloors ».

## Liste des morceaux
Les versions vinyle et CD diffèrent légèrement, cette dernière incluant les titres Debris, Satori et Static Emotion mais faisant l'impasse sur Drift (au Royaume-Uni et au Japon).

### Edition CD
| No  | Titre               | Durée |
| --- | ------------------- | ----- |
| 1.  | Soundtrack Of Space | 4:04  |
| 2.  | Hall Of Mirrors     | 6:38  |
| 3.  | Mondrin             | 6:41  |
| 4.  | Obsessed            | 5:48  |
| 5.  | Bio Dimension       | 5:53  |
| 6.  | Basic Emotion       | 4:51  |
| 7.  | Metropolis          | 4:56  |
| 8.  | Obtuse              | 7:22  |
| 9.  | Debris              | 8:39  |
| 10. | Telefone 529        | 4:09  |
| 11. | Satori              | 5:49  |
| 12. | Static Emotion      | 2:28  |

### Edition vinyle
| No  | Titre               | Durée |
| --- | ------------------- | ----- |
| A1. | Soundtrack Of Space | 4:02  |
| A2. | Hall Of Mirrors     | 6:36  |
| B1. | Mondrin             | 6:42  |
| B2. | Obsessed            | 5:47  |
| C1. | Bio Dimension       | 5:52  |
| C2. | Basic Emotion       | 4:49  |
| C3. | Metropolis          | 4:55  |
| D1. | Obtuse              | 7:21  |
| D2. | Telefone 529        | 4:08  |
| D3. | Drift               | 4:09  |